# 粘度
粘度（ねんど、ドイツ語: Viskosität、フランス語: viscosité、英語: viscosity）は、物質のねばりの度合である。粘性率、粘性係数、または（動粘度と区別するため) 絶対粘度とも呼ぶ。一般には流体が持つ性質とされるが、粘弾性などの性質を持つ固体でも用いられる。
量記号にはμまたはηが用いられる。SI単位はPa·s（パスカル秒）である。CGS単位系ではP（ポアズ、10-1Pa·s）が用いられた。動粘度(後述）の単位として、cm2/s = 10−4m2/s = 1 St（ストークス）も使われる（即ち、1 mm2/s = 1 cSt（センチストークス））。工業的にはセイボルト秒も使われる。

## 定義
粘性のある物体を面積 S 、間隔をh にした2枚の平板間にはさみ、平板を相対速度 U で平行に動かすと、動いている方向と反対方向に剪断応力(摩擦応力ともいう) τが発生する。物体と板の間に発生する力をF と置くと、F は間隔 h の逆数と相対速度 U に比例し、
{\displaystyle \tau ={\frac {F}{S}}=\mu {\frac {U}{h}}}
と表現される。この比例係数μが粘度である。
もう少し一般化して記述する。面と垂直方向にy 軸を取り、面と平行方向の流体の速度をU と置くと、剪断応力τは単位時間当りの剪断変形率に比例する。すなわち
{\displaystyle \tau =\mu {\frac {\partial U}{\partial y}}}
と表現される。これをニュートンの流体摩擦法則という。
通常、粘度μは外力に対して一定値であり、このような性質及び物質をニュートン流体と呼ぶ。μがせん断変形率に依存する物質を非ニュートン流体と呼ぶ。

## 動粘度
粘度は、毛管粘度計など、細い管のなかを自重で通過する速度（時間）によって比較できるので、絶対粘度を密度で割った動粘度（動粘性係数ともいう）が指標として用いられる。
{\displaystyle \nu ={\frac {\mu }{\rho }}}

## 温度依存性
一般に、液体の粘度は温度が上昇すると低下し、気体の粘度は温度が上昇すると上昇する。潤滑油では、粘度指数 (VI) で、高温・低温の粘度を規定している。固体から液体への転移は粘度の急激な低下という見方もでき、粘度で軟化温度などを定義することもある（例：ガラス）。
なお、圧力依存性については、気体では小さいとされている。
粘度と温度の関係を表す式がいくつか提案されている。以下、T は絶対温度を表す。

### 液体においての粘性式
レイノルズの式 1886年
レイノルズ方程式より導かれる理論式。
{\displaystyle \mu (T)=\mu _{0}\exp(-bT)}
- μ0 ：基準温度での粘度
- b ：物質に依存する係数

アンドレードの式 1934年
分子動力学においてアレニウスの式より導かれる、ガラス転移しない物質あるいはガラス転移点以下における最も一般的な理論式。
{\displaystyle \mu =A\exp \left({\frac {E}{RT}}\right)}
- A ：物質に依存する係数
- E ：流動活性化エネルギー
- R ：気体定数

WLFの式 1955年
ガラス転移点を持つ物質の溶解物及び流体においての経験式。ガラス転移点+100℃の範囲に適用できる。
ウィリアムズ (Williams)、ランデル (Landel)、フェリー (Ferry) の3人による。
{\displaystyle \log a_{\rm {T}}=-{\frac {C_{1}(T-T_{0})}{C_{2}+(T-T_{0})}}}
- 緩和時間 τ の温度依存性を表す時間‐温度換算因子 αT
- C1,C2は物質によらない定数で、それぞれ8.86，101.6。
- TS ：ガラス転移温度Tgと、TS-Tg=50の関係。
- TS=Tgの場合、C1,C2はそれぞれ17.55，51.6。

増子 マギルの式 1988年
ガラス転移点を持つ物質の溶解物における、広範囲な温度に適用可能な経験式。
{\displaystyle \log(\eta /\eta _{g})=A\left[\exp \left\{{\frac {B(T_{g}-T)}{T}}\right\}-1\right]}
- A,B ：物質に依存しない定数で、それぞれ15.29±1.04, 6.47±1.13。

### 気体においての粘性式
サザーランドの式 1893年
Sutherland (1893) が理想化された分子間ポテンシャルを使用して動力学的理論から導いたものであり、2つの形式が提案されている（パラメータの換算をすれば、これらは等価である）。
- {\displaystyle \mu ={\frac {C_{1}T^{3/2}}{T+C_{2}}}}
  - C1、 C2 ：物質に依存する係数
- {\displaystyle \mu =\mu _{0}\left({\frac {T}{T_{0}}}\right)^{\frac {3}{2}}{\frac {T_{0}+S}{T+S}}}
  - μ0 ：基準温度での粘度
  - T0 ：基準温度
  - S ：Sutherlandの定数

ジーンズの式
{\displaystyle \mu =KT^{n}}
- K 、n ：物質に依存する係数

## 粘度の例
1 P（ポアズ） = 100 cP（センチポアズ） = 0.1 Pa・s（パスカル秒）
| 物質         | 粘度 / Pa·s | 備考                                                               |
| ------------ | ----------- | ------------------------------------------------------------------ |
| 上部マントル | 1021        | アセノスフェアの粘度は1018–1020 Pa·s                               |
| 下部マントル | 1022–1023   |                                                                    |
| ピッチ       | 2.3×108     | 知られているもっとも粘度の高い物質の一つ。ピッチドロップ実験を参照 |
| ガラス       | 4.5×106     | 軟化温度の定義粘度、自重で1mm/minの速度で伸びるぐらいの粘度        |
| ガラス       | 104         | 流動温度の定義粘度、ガラス成形作業の目安の粘度                     |
| マヨネーズ   | 8           |                                                                    |
| 潤滑油       | 0.058       | 20℃                                                                |
| エタノール   | 0.001084    | 25℃                                                                |
| 水           | 0.000890    | 25℃                                                                |
| 空気         | 1.8×10−5    | 20℃                                                                |
| ヘリウム     | 0           | 超流動状態                                                         |

英語版に0℃のいくつかの気体・液体についての粘度のデータがあるので参照されたい。

## 分子運動論との関係
分子運動論によれば、粘度 μ と平均自由行程 l との間には次の関係がある。
{\displaystyle \mu =\phi lP{\sqrt {\frac {8m_{g}}{\pi kT}}}}
ただし
- φ は気体の種類による無次元定数
  - 理想気体でφ = 1/3
  - 空気でφ = 0.499
- P ：圧力
- T ：絶対温度
- k ：ボルツマン定数
- mg ：気体分子の質量

である。
低圧（10気圧程度以下）の気体に対しては以下の式もあるが、温度T の依存性は実際とはあまりよく合わない。
{\displaystyle \mu ={\frac {2}{3d^{2}}}{\sqrt {\frac {m_{g}kT}{\pi ^{3}}}}}
- d ：分子（球で近似）の直径

液体に対しては Eyring による、絶対反応速度論を用いた次の式がある。
{\displaystyle \mu ={\frac {N_{\mathrm {A} }h}{\tilde {V}}}\exp \left({\frac {\Delta G_{\dagger }^{0}}{RT}}\right)}
- NA ：アボガドロ定数
- h ：単位物質量あたりのエンタルピー
- {\displaystyle {\tilde {V}}}：分子のモル体積
- {\displaystyle \Delta G_{\dagger }^{0}}：活性化自由エネルギー；経験公式が提案されている。

## 無次元量
粘度に関係する無次元量には以下のものがある：
- レイノルズ数 - 慣性との比
- グラスホフ数 - 重力あるいは浮力との比
- プラントル数 - 熱拡散率との比
- キャピラリ数 - 表面張力との比
- シュミット数 - 物質拡散係数との比